# Satellite Catalog Number
O Satellite Catalog Number ou SCN (também conhecido como NORAD Catalog Number, NASA catalog number, USSPACECOM object number ou simplesmente Catalog number e variantes similares) é um número sequencial de 5 dígitos atribuído pela USSPACECOM para identificar todos os artefatos orbitando a Terra. Antes da USSPACECOM, esse catálogo era mantido pelo NORAD. O primeiro objeto do catálogo, de número 00001, é o estágio final do foguete Sputnik que lançou os satélites Sputnik 1 e Sputnik 2.
Essa classificação, recentemente causou uma certa confusão na identificação de objetos, caso do CubeBug-1. Uma alternativa bem mais popular é a identificação NSSDC ID que em Dezembro de 2012, listava 6.916 satélites postos em órbita desde 1957, o último sendo o Kwangmyŏngsŏng-3 Unidade 2, primeiro satélite da Coreia do Norte, em 12 de Dezembro de 2012.